# Rituals of the Dead Hand
Rituals of the Dead Hand ist eine belgische Band, die sich stilistisch zwischen den Polen Pagan Metal und Doom bewegt.

## Geschichte
Die Band wurde 2016 von Filip Dupont und Frederik Cosemans als Nebenprojekt der Band Hemelbestormer gegründet. Das Debütalbum Blood Oath wurde von Patrick W. Engel, der u. a. für Heaven Shall Burn tätig war, im Musikstudio Temple of Disharmony gemastert und im November 2018 bei Dunkelheit Produktionen veröffentlicht. Für das Albumcover zeichnete Renilda Smeers verantwortlich.
Zweieinhalb Jahre später folgte im Mai 2021 das zweite Album, das ebenfalls bei Dunkelheit Produktionen erschien. Erneut widmete sich die Band der Limburger Legende der Bockreiter, einer angeblich mit dem Teufel im Bund stehenden Räuberbande. Das ursprüngliche Duo erweiterte sich zudem um Bassist Beleth. Die Aufnahmen erfolgten im Juli und August 2020, Mix und Mastering fanden unter der Regie von Jan Lathouwers im August und September 2020 statt.

## Stil
Zum Debütalbum beschrieb Musikatlas aus Österreich den Stil knapp mit „doomig angehauchter Black Metal“. Vergleichbar hielt der Rezensent von Bleeding4Metal seinen Eindruck fest: „schwarzer Doom oder doomiges Schwarzmetall“. Zum Gesang notierte er, dass sich dieser „zwischen giftigem Keifen und abgrundtiefen Growls“ bewege. Beim Rock Hard wurde zur selben Veröffentlichung der Instrumental-Doom des eigentlichen Hauptbetätigungsfeldes Hemelbestormer als Referenz herangezogen. Gemeinsamkeit beider Bands seien „langsame, auf tiefen Riffs aufbauende Songs“, allerdings gebe es hier Gesang und eine „Neigung zu dissonanten Black-Metal-Harmonien“. In der zweiten Hälfte des Debütalbums werde mit einem „ausufernden Blastbeat- und Doublebass-Brett“ das Tempo angezogen, zudem kämen zum Ende hin „elektronische Noise-Elemente“ zum Tragen.
Auf dem Zweitwerk hielt die Band am eingeschlagenen Kurs fest und spielte „Black Metal mit sehr viel Doom Metal“, so Soundmagnet.
Inhaltlich distanziert sich Rituals of the Dead Hand derweil bewusst vom Black Metal. Entgegen dem das Genre Black Metal definierenden Themenkomplex aus Okkultismus und Satanismus befassen sich die Texte der Gruppe mit der Mythologie und Folklore ihrer Herkunftsregion.

## Diskografie
- 2018: Blood Oath (Dunkelheit Produktionen)
- 2021: With Hoof and Horn (Dunkelheit Produktionen)